# ترانسفورماتور چرخشی
ترانسفورماتور چرخشی (روتاری) یک ترانسفورماتور تخصصی است که برای القای متقابل الکتریکی بین دو قسمت که نسبت یکدیگر در چرخشند، استفاده می‌شود. آن‌ها ممکن است به شکل استوانه یا دیسک طراحی گردند.

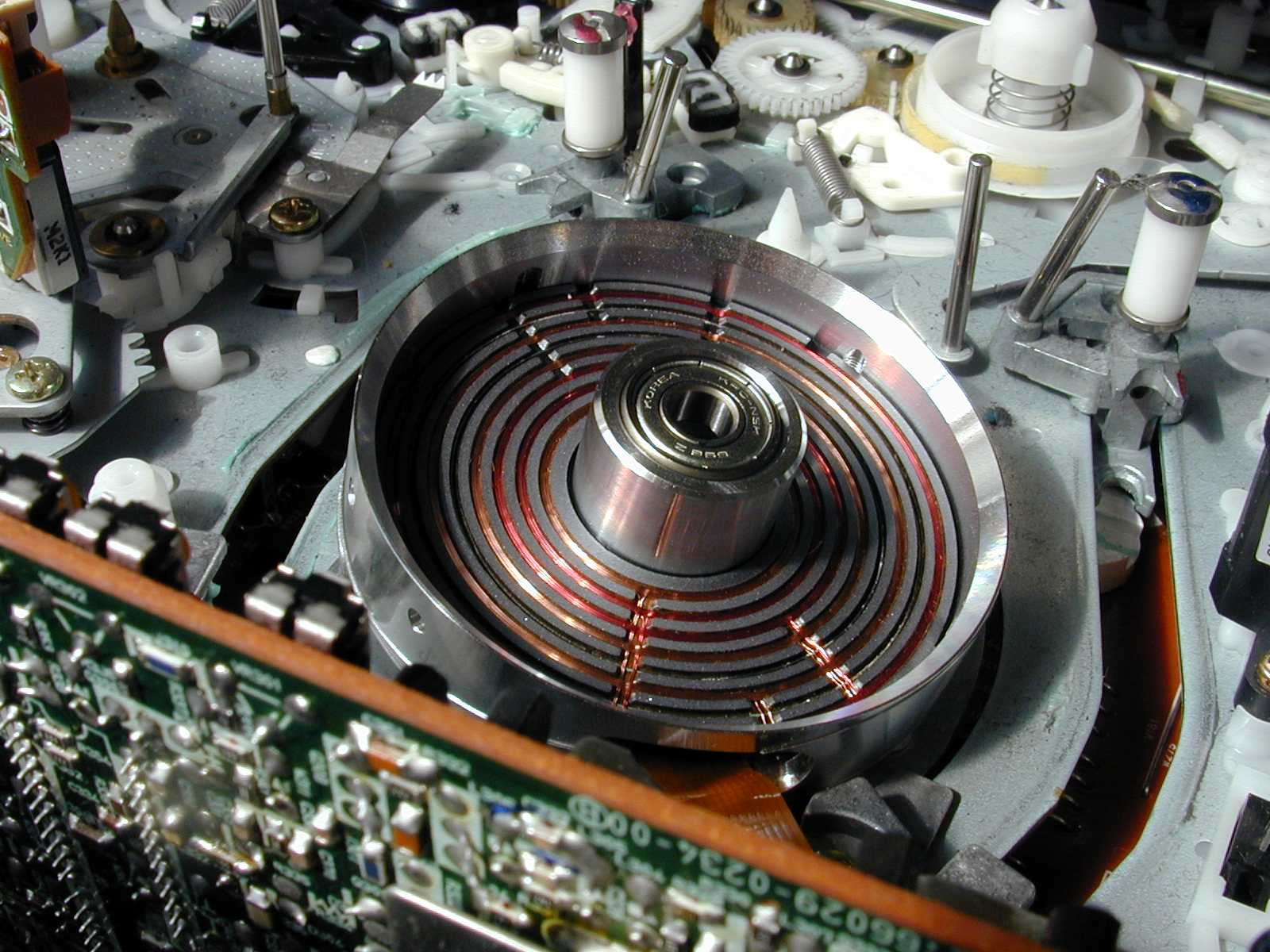
قسمت دوار ترانسفورماتور چرخشی
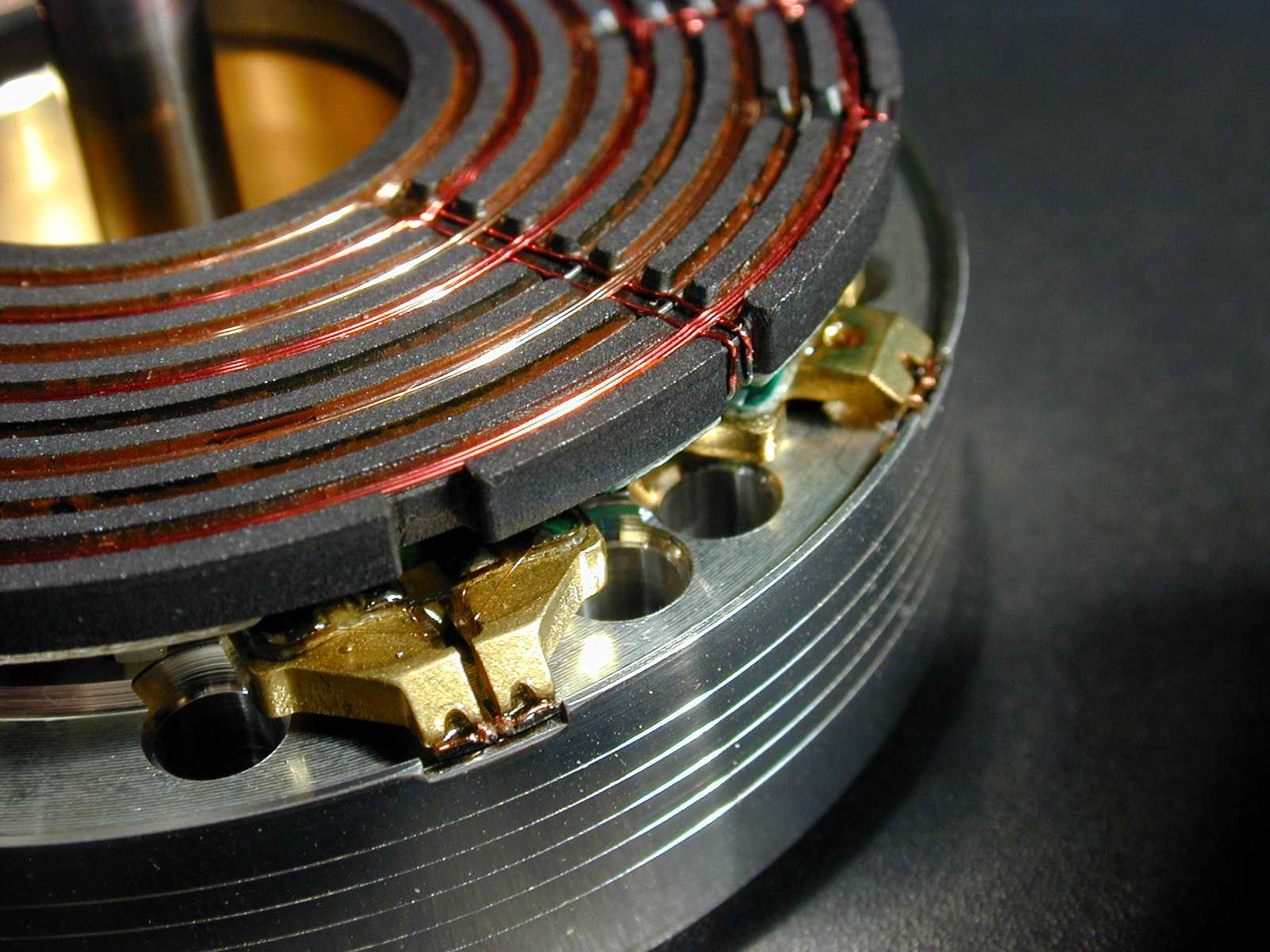
بخش ثابت یک ترانسفورماتور چرخشی ۶ کاناله